# Lucky Lips
Lucky Lips is een nummer geschreven door Jerry Leiber en Mike Stoller. Het nummer werd oorspronkelijk opgenomen door Ruth Brown in 1956. De cover van Cliff Richard uit 1963 is de bekendste versie.

## Eerste versies
Het nummer werd oorspronkelijk opgenomen door R&B-zangeres Ruth Brown voor Atlantic Records in New York in september 1956. Het werd begin 1957 als single uitgebracht en bereikte nummer 25 in de Amerikaanse hitlijst.
Kort na deze uitgave werd het nummer gecoverd door Gale Storm, Dottie Evans en Alma Cogan.

## Versie van Cliff Richard
Cliff Richard & The Shadows namen het nummer op in 1963. Deze versie bereikte de vierde plek in zijn thuisland Verenigd Koninkrijk. Daarbuiten was het succesvoller en bereikte het de eerste plek in België, Denemarken, Hong Kong, India, Israël, Nederland, Noorwegen, Zuid-Afrika en Zweden. Richard ontving een gouden schijf van EMI Records voor een miljoen wereldwijde verkopen van "Lucky Lips".
Richards Duitstalige versie, getiteld "Rote Lippen soll man küssen", bleef zeven weken op nummer 1 in West-Duitsland en had eind 1963 een half miljoen exemplaren verkocht. Ook in Zwitserland en Oostenrijk bereikte dit de eerste plek. De Engelstalige versie bereikte in de zomer van 1963 ook de Duitse hitlijst, voordat de vertaling in september 1963 werd uitgebracht.

### NPO Radio 2 Top 2000
| Nummer met noteringen in de NPO Radio 2 Top 2000 | '99 | '00  | '01  | '02  | '03  | '04  | '05  | '06  | '07  | '08  | '09  |
| ------------------------------------------------ | --- | ---- | ---- | ---- | ---- | ---- | ---- | ---- | ---- | ---- | ---- |
| Lucky Lips                                       | 943 | 1180 | 1225 | 1622 | 1825 | 1662 | 1690 | 1707 | 1583 | 1633 | 1900 |

1. ↑  Een vetgedrukt getal geeft de hoogste notering aan.
2. ↑  Deze tabel is bijgewerkt tot en met de laatste editie (2024).

## Andere coverversies
De Zweedse zangeres Siw Malmkvist had in 1966/'67 een hit met een Zweedse versie getiteld "Slit och släng". Siw Malmkvist maakte ook een versie in het Deens, "Slid og slæb". De Estse zanger Ivo Linna en zijn band Rock Hotell namen in 1980 een Estse op met de titel Kikilips. In 2003 bracht Florian Ast een Zwitserduitse versie uit getiteld "Schöni Meitschi" Het nummer bereikte #7 in de Schweizer Hitparade.